# Калојан
Калојан Асен или Кало-Јован Асен (буг. Калоян Асен; рођен 1168/1169) звани „Убица Ромеја“ (буг. Ромеоубиеца) био је бугарски цар/краљ у периоду од 1197—1207. из династије Асена.
Познат је и по обнови Трновске патријаршије 1204. године, у чији састав је ушла и Нишка епархија. Она је постојала све до 1219. године и оснивања аутокефалне Српске Цркве.
Умро је 1207. године у околини Солуна.
Калојанов саркофаг се данас налази у цркви Светих Четрдесет мученика у Великом Трнову.